# Super Girl (concours)
Pour les articles homonymes, voir Supergirl.

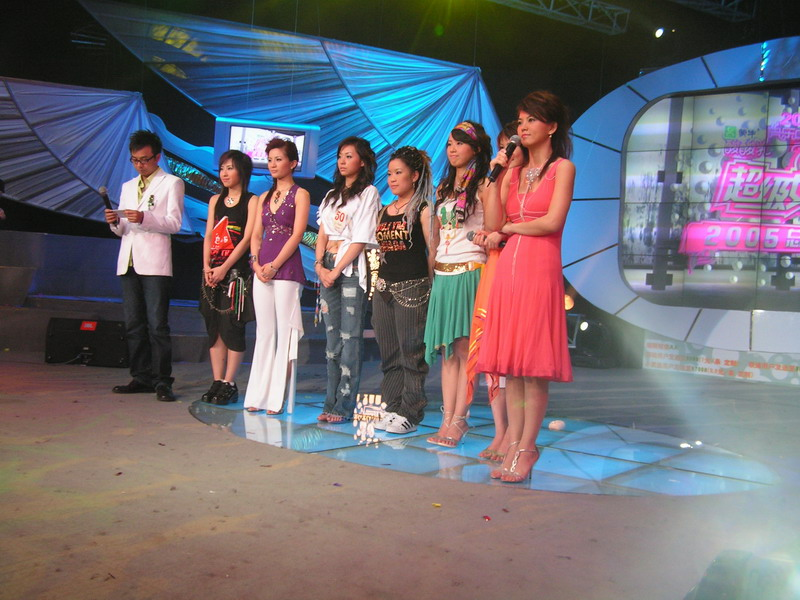
Plateau d'une émission "Super Girl"

Super Girl ou Super Voice Girls (超级女声;pinyin: Chāojí Nǚshēng) est un concours national annuel de chanson de la République populaire de Chine organisé par Hunan Satellite Television entre 2004 et 2006.